# 51
51 foi um ano comum do século I que durou 365 dias. De acordo com o Calendário Juliano, o ano teve início e terminou a uma sexta-feira. a sua letra dominical foi C.
| Ano completo                       |
| ---------------------------------- |
| Ano comum com início à sexta-feira |

## Eventos

### Império Romano
- Cláudio e Vespasiano tornam-se cônsules romanos.
- Na Britânia, o governador Públio Ostório Escápula derrota Carataco, líder dos Siluros e Ordovicos.

### Religião
- Paulo de Tarso começa sua segunda missão.
- O livro Primeira Epístola aos Tessalonicenses, do Novo Testamento, é escrito.
- Na Epístola aos Gálatas, Paulo de Tarso defende a separação entre o cristianismo e o judaísmo.

## Nascimentos
- 24 de outubro — Domiciano, imperador romano (m. 96).

## Mortes
- Lúcio Vitélio, cônsul romano e governador da Síria.